# 衝突する宇宙
『衝突する宇宙』（しょうとつするうちゅう、Worlds in Collision）はアメリカ合衆国の精神分析医、イマヌエル・ヴェリコフスキーの著書。1950年に出版されベストセラーとなった。一般には疑似科学書という評価がなされている。

## 概要
世界中の神話、伝説、歴史書を調べ、それらの古文書に記録されている数多くの天変地異が実際に起こったとしてその原因を、ある彗星の地球への接近に求めた。
その彗星は木星から生まれて彗星となって地球に2度にわたって大接近し、火星の軌道を狂わせ、現在の金星の軌道に落ち着いて金星となった、という奇説を主張したものである。
紀元前1500年に地球に接近した時、その潮汐力で海を割ってモーゼらをエジプトから脱出させ（出エジプト記）、さらに52年後に金星は再び地球に接近し旧約聖書のヨシュア記にあるように地球の自転を止めた、などと主張した。
573もの膨大な参考文献を繰り返し引用することによって、説得力をもたせるという手法を用いているが、引用も必ずしも正確でなかったとされている。アメリカでは本書の引用が正確かどうかを調査した『ヴェリコフスキーズ・ソース』という全6巻の資料集が刊行されているほどである。
この書物が出版された1950年は、彗星の氷核モデルが提案された時期である。ウォルター・アルバレスの天体衝突による恐竜絶滅の仮説が提案されるのは1970年代である。当時地質学などで主流であった斉一説に対してネオカタストロフィズムが出現するまえぶれであったかもしれない。

## 出版後の反響
この本の出版は科学者たちの反発をまねき、出版元のマクミラン社は科学者たちの圧力をうけて、『衝突する宇宙』とその続編『激変の地球』の出版権をダブルデイ社に譲渡した。
アメリカ科学振興協会の主催によってカール・セーガンらとの討論会が開催され、この討論会の科学者たちの講演は Scientists Confront Velikovsky（「ヴェリコフスキーと向き合う科学者」）として出版された。カール・セーガンはヴェリコフスキーの主張に対する反論を著書 Broca's Brain: Reflections on the Romance of Science 〔邦訳『サイエンス・アドベンチャー』（新潮社、新潮選書）〕の中でも展開した。
1960年代当時は反権威主義が盛り上がっていた時期なので、これらの科学者の反応（＝科学者という世間からは権威者とみなされがちな専門家らの集団による総攻撃）が、かえってヴェリコフスキーを反権威主義の一種の"殉教者"としてまつりあげることになり、この本が読まれ続ける原因となった、という見方もある。

## 原書
現在もハードカバー版、ペーパーバック版、キンドル版で入手可能で、その主張内容をありのまま具体的に確認することができる。
- Velikovsky, Immanuel (2009) [1950], Worlds in Collion (Paperback ed.), Paradigma Ltd, ISBN 978-1-906833-11-4

Amazon.comの当該書籍のページで出版社によるコメントとして記載されている文章の冒頭文は次のとおり。
| 原文 | 邦訳 |
| --- | --- |
| Worlds in Collision is a special, an extraordinary book - not only by its contents, but also by the response it has received. | 『衝突する宇宙』は、特別で、とてつもない書である――その内容によってだけではなく、その書が受けた反応によっても。 |

## 日本での出版
日本では天文学者の鈴木敬信がこれを翻訳し、1951年に法政大学出版局から刊行されたが、鈴木は『「学問的にはくだらない本」を訳したこと』についての非難をうけた。再刊の言葉で鈴木は「書を読みてことごとくそれを信ずれば、書はなきにしかず」と孟子の言葉をあげた。
- イマヌエル・ヴェリコフスキー 著、鈴木敬信 訳『衝突する宇宙』法政大学出版局、1983年4月（原著1951年）。ISBN 978-4-588-27601-9。
- イマヌエル・ヴェリコフスキー 著、鈴木敬信 訳『衝突する宇宙』（新訂版）法政大学出版局、1994年5月。ISBN 978-4-588-27604-0。
- イマヌエル・ヴェリコフスキー 著、鈴木敬信 訳『衝突する宇宙』（改装版）法政大学出版局、2006年9月。ISBN 978-4-588-35002-3。
- イマヌエル・ヴェリコフスキー 著、鈴木敬信 訳『衝突する宇宙』（新装版）法政大学出版局、2014年3月。ISBN 978-4-588-35007-8。